# 物理大地测量学

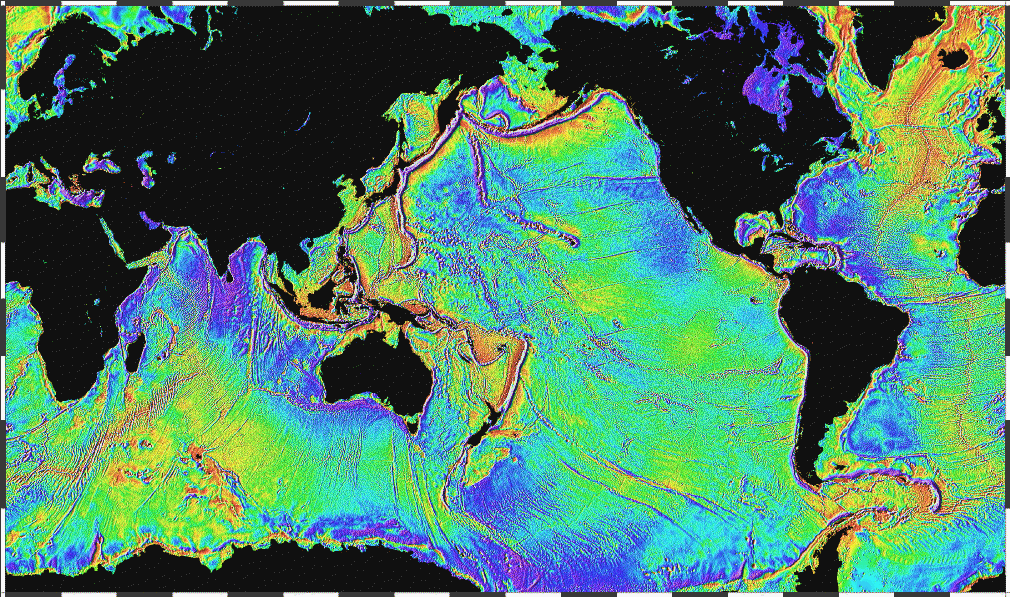
利用卫星测高技术测得的海底地形图。尺度大于10千米的海底特征反演自海洋表面的重力扰动。(1995，NOAA)

物理大地测量学（英語：Physical geodesy）是指通过重力测量等物理方法，研究地球的形状、外部重力场及其他物理性质的学科，是现代大地测量学的基本分支之一。:4其具体的内容包括边值问题、地球正常重力、重力异常和大地水准面的确定等。与测量学的其他分支不同，物理大地测量学的研究对象并非离散或独立的点或网，而是连续的物理场。:6
物理大地测量学通过对地球重力和重力场的研究，以解决大地测量学的学科问题。重力在传统的大地测量方式中扮演着重要角色。如经纬仪等传统的大地测量仪器，需要通过水准管等辅助设备确保其垂直轴线的方向与重力方向（即铅垂线方向）相同。:226从而建立以观察者为中心的地平坐标系，再进行垂直角（或天顶距）和水平角等观测量的测定。而在水准测量中，也需要通过几何测量与重力测量相结合的方式，来获得两点间唯一的重力位差，再转化成高程的差值。而在现代大地测量学中，物理大地测量学还通过建立全球的重力场模型，为研究地球内部物质的分布和运动，以及地球的结构和形状提供基础，并推动地球物理学、地球动力学等相关学科的发展。

## 重力位理论

### 地球重力位
地球的重力是指来自地球体的引力和因地球自转而形成的离心惯性力的合力。在位理论中，地球上某点的重力位 {\displaystyle W} 可表达为引力位 {\displaystyle V} 和离心力位 {\displaystyle \Phi } 的和：:42:187
{\displaystyle W=V+\Phi }
引力位 {\displaystyle V} 的严格意义是组成地球体的各个质点对该点的引力位 {\displaystyle \operatorname {d} \!v} 的积分：:3
{\displaystyle V=G\iiint \limits _{v}{\frac {\rho }{l}}\operatorname {d} \!v}
其中 {\displaystyle G} 为万有引力常数，{\displaystyle \rho } 为质点的密度， {\displaystyle l} 为质点到该点的距离。该值被精确计算的前提是已知地球的形状（即积分的上下限）和内部的密度分布。然而，物理大地测量学是以地球形状作为待解问题进行研究，且观测得到的数据几乎都分布于地球表面。因此，地球上任意点的精确引力位是无法通过这一公式直接求得的。:190

### 重力矢量
重力矢量 {\displaystyle \mathbf {g} } 则表示为重力位的梯度，可表示为笛卡尔坐标系中的一组正交基 {\displaystyle \{{\vec {i}},{\vec {j}},{\vec {k}}\}} 与其在各基向量方向上的分量 {\displaystyle \left(g_{x},g_{y},g_{z}\right)} 的组合：:47
{\displaystyle {\vec {\mathbf {g} }}=\nabla {W}={\partial W \over \partial x}{\vec {i}}+{\partial W \over \partial y}{\vec {j}}+{\partial W \over \partial z}{\vec {k}}=g_{x}{\vec {i}}+g_{y}{\vec {j}}+g_{z}{\vec {k}}}

### 重力等位面
对于任意方向 {\displaystyle {\vec {l}}} ，重力位对该方向的偏导数 {\displaystyle {\partial W \over \partial l}} 与重力在这个方向的分量相等，即：:188
{\displaystyle g_{l}={\partial W \over \partial l}={\text{g}}\cdot \cos {\langle {\vec {\mathbf {g} }},{\vec {l}}\rangle }}
当 {\displaystyle {\vec {l}}} 与 {\displaystyle {\vec {g}}} 垂直时， {\displaystyle {\partial W \over \partial l}=0}。因此在这一方向上， 重力位 {\displaystyle W} 是一个常数。当这一常数等于不同的值时，得到的一簇曲面被称为重力等位面。:188

## 大地测量边值问题
由于大地测量事实上是在地球表面进行，且地球表面的形状在物理大地测量学中是待解的未知量，如何通过分布于地球表面的重力观测数据来确定地球的外部形状及重力场分布的就成为了重要的问题。这一问题在物理学上称为边值问题，而在大地测量学上被称为大地测量边值问题（英語：the geodetic boundary value problem, GBVP）。依据不同的边界条件，边值问题又包括狄利克雷问题、诺伊曼问题和罗宾问题三类。:68
斯托克斯于1849年最早提出了大地测量边值问题的一种解决方式，即斯托克斯定理。该定理将地球重力分为正常重力和重力异常两部分，并通过某些假设条件简化，从而得出在大地水准面上进行积分得到的正常重力位和扰动位计算公式。这种计算方式在20世纪得到了进一步的改进。依据计算原理的不同，大地测量边值问题又被分为斯托克斯定解问题、莫洛金斯基边值问题和布耶哈马问题等。